# Raymond Delisle
Raymond Delisle (Ancteville, 11 maart 1943 – Hébécrevon, 11 augustus 2013) was een Frans wielrenner.
Delisle won als amateur de klassieker Ronde van het Leman Meer in 1963. Twee jaar later werd hij prof. In 1969 mocht deze 'baroudeur' ( steeds aanvallende renner) de nationale trui van zijn land dragen. Gedurende zijn loopbaan (tot 1977) behaalde Raymond Delisle een tiental mooie zeges in eendagskoersen, doch het was vooral in de vele rittenkoersen die hij reed dat hij bewees van een groot vakman te zijn. In de Tour de France was hij steeds een van de betere renners.
Maar ook in de Giro, in de Ronde van Zwitserland en in de Vuelta, in de Ronde van Luxemburg, de Dauphiné Libéré, de Ronde van Romandië, de Midi Libre, verscheen hij vaak op het podium, in de leiderstrui, als rittenkaper of als iemand die nipt door de winnaar werd geklopt. In het totaal won hij 45 wedstrijden, waarvan twee etappes in de Ronde van Frankrijk waar hij ook tweemaal de leiderstrui mocht aantrekken.
Toen hij stopte met fietsen werd hij uitbater van een hotel.

## Resultaten in voornaamste wedstrijden
| Jaar | Ronde van Italië | Ronde van Frankrijk | Ronde van Spanje |
| ---- | ---------------- | ------------------- | ---------------- |
| 1965 |                  | opgave              |                  |
| 1966 |                  | 21e                 |                  |
| 1967 |                  | 26e                 | opgave           |
| 1968 |                  |                     |                  |
| 1969 |                  | 37e (1)             |                  |
| 1970 |                  | 11e                 |                  |
| 1971 |                  | 77e                 |                  |
| 1972 |                  | 11e                 |                  |
| 1973 |                  | 11e                 |                  |
| 1974 |                  | 12e                 | opgave (1)       |
| 1975 |                  | 16e                 |                  |
| 1976 |                  | 4e (1)              |                  |
| 1977 |                  | 9e                  |                  |

| Jaar | Milaan-San Remo | Amstel Gold Race | Luik-Bast.‑Luik | Ronde van Lombardije | Waalse Pijl |  | WK op de weg |  | Wereldranglijsten |
| ---- | --------------- | ---------------- | --------------- | -------------------- | ----------- |  | ------------ |  | ----------------- |
| 1965 | 41e             |                  |                 |                      |             |  |              |  |                   |
| 1966 |                 |                  |                 |                      |             |  |              |  |                   |
| 1967 |                 |                  |                 | 9e                   |             |  |              |  |                   |
| 1968 |                 |                  |                 |                      |             |  |              |  |                   |
| 1969 |                 |                  |                 | 8e                   | 51e         |  |              |  |                   |
| 1970 | 47e             |                  |                 | 25e                  |             |  |              |  |                   |
| 1971 |                 |                  | 8e              | 20e                  | 33e         |  |              |  |                   |
| 1972 |                 |                  | 7e              | 7e                   | 14e         |  | 35e          |  |                   |
| 1973 | 69e             |                  |                 |                      |             |  |              |  |                   |
| 1974 |                 |                  | -7e             |                      |             |  |              |  |                   |
| 1975 | 57e             | 12e              | 11e             |                      | 23e         |  |              |  |                   |
| 1976 |                 | 28e              |                 |                      |             |  |              |  | 18e (SPP)         |
| 1977 |                 |                  |                 |                      |             |  |              |  |                   |